# 无毛大砧草
无毛大砧草（学名：Rubia chinensis var. glabrescens）为茜草科茜草属下的一个变种。

## 扩展阅读
- 維基物種上的相關：无毛大砧草